# Stop Making Sense (альбом)
| Оценки критиков               | Оценки критиков |
| Источник                      | Оценка          |
| ----------------------------- | --------------- |
| AllMusic                      | [ 1 ]           |
| The Austin Chronicle          | [ 2 ]           |
| Chicago Tribune               | [ 3 ]           |
| Mojo                          | [ 4 ]           |
| Q                             | [ 5 ]           |
| Rolling Stone                 | [ 6 ]           |
| The Rolling Stone Album Guide | [ 7 ]           |
| Spin Alternative Record Guide | 7/10            |
| Uncut                         | 9/10            |
| The Village Voice             | B+              |

Stop Making Sense (с англ. — «Не ищи смысла») — концертный альбом американской рок-группы Talking Heads, саундтрек к одноимённому фильму. Лонгплей был выпущен в сентябре 1984 года и содержит девять отредактированных песен. Альбом провёл более двух лет в чарте Billboard 200. Является одной из первых пластинок, распространяемых EMI за пределами Северной Америки.
Ограниченный тираж оригинального винилового издания включал цветную книгу, упакованную в конверте альбома; в стандартных версиях, на внутренней стороне конверта, было напечатано множество чёрно-белых фотографий, а также примечаний группы. Версия альбома на компакт-диске также включала цветную книгу, но в ней была изменена компоновка, чтобы соответствовать размерам буклета CD-диска (по сравнению с вертикально-прямоугольной формой книги в комплекте с грампластинкой). В 1999 году была выпущена 16-трековая версия альбома, приуроченная к 15-летию концерта, содержание и звук которого полностью соответствовали содержанию и звуку фильма.
Альбом занял 345-е место в списке «500 величайших альбомов всех времен» по версии журнала Rolling Stone. В 2000 году он отметился на 394-й строчке рейтинга «1000 лучших альбомов всех времён» Колина Ларкина. В 2012 году редакция журнала Slant Magazine поместила альбом на 61-е место в списке «Лучших альбомов 1980-х».

## История
В примечаниях к буклету сборника Once in a Lifetime: The Best of Talking Heads Крис Франц заявил: «У альбомной версии [„Slippery People“] был фанковый и компактный звук. Версия песни на „Stop Making Sense“ фанковая и огромная, как дом (или лучше сказать церковь?)».
«Настоящая классика, — отметил Нил Джеффрис в обзоре переиздания альбома для журнала Empire, — идеально выверенная иллюстрация широко любимой и уважаемой группы, играющей на пике своих возможностей… Ни одна другая группа не смогла бы сделать подобное. Ни один другой саундтрек к музыкальному фильму не звучит так замечательно». «Своевременное напоминание о достижениях, возможно, самой недооценённой группы эпохи пост-панка», — отмечала редакция Q. «Начиная с урезанного вступления… и заканчивая финалом из девяти частей, „Stop Making Sense“ остается пьянящим, волнующим материалом».

## Список композиций
Все песни написаны Дэвидом Бирном, Крисом Францем, Джерри Харрисоном, Тиной Уэймут, за исключением отмеченных.

### Первая сторона
1. «Psycho Killer» (Бирн, Франц, Уэймут) — 4:28
2. «Swamp» — 3:50 (LP) 4:28 (аудиокассета, CD)
3. «Slippery People» — 3:35 (LP) 4:13 (другой микс; аудиокассета, CD)
4. «Burning Down the House» — 4:14
5. «Girlfriend Is Better» (Бирн) — 3:32 (LP) 5:07 (аудиокассета, CD)

### Вторая сторона
1. «Once in a Lifetime» (Бирн, Брайан Ино, Франц, Харрисон, Уэймут) — 4:34 (LP) 5:34 (аудиокассета, CD)
2. «What a Day That Was» (Бирн) — 5:08 (LP) 6:30 (аудиокассета, CD)
3. «Life During Wartime» — 4:52 (LP) 5:52 (аудиокассета, CD)
4. «Take Me to the River» (Эл Грин, Мабон «Тини» Ходжес[англ.]) — 6:00

#### Film/Special New Edition Soundtrack
Бонусные треки «Heaven» и «This Must Be the Place (Naive Melody)» выпускались в качестве би-сайдов на различных 7-дюймовых и 12-дюймовых (в Великобритании) синглах во время релиза оригинального альбома. Эти же версии были включены в издание «Special Edition».
1. «Psycho Killer» (Бирн, Франц, Уэймут) — 4:24
2. «Heaven» (Бирн, Харрисон) — 3:41
3. «Thank You for Sending Me an Angel» (Бирн) — 2:09
4. «Found a Job» (Бирн) — 3:15
5. «Slippery People» — 4:00
6. «Burning Down the House» — 4:06
7. «Life During Wartime» — 5:51
8. «Making Flippy Floppy» — 4:40
9. «Swamp» — 4:30
10. «What a Day That Was» (Бирн) — 6:00
11. «This Must Be the Place (Naive Melody)» — 4:57
12. «Once in a Lifetime» (Бирн, Ино, Франц, Харрисон, Уэймут) — 5:25
13. «Genius of Love» (Уэймут, Франц, Эдриан Белью, Стивен Стэнли[англ.] (в качестве Tom Tom Club[англ.]) — 4:30
14. «Girlfriend Is Better» — 5:06
15. «Take Me to the River» (Грин, Ходжес) — 5:32
16. «Crosseyed and Painless» (Бирн, Ино, Франц, Харрисон, Уэймут) — 6:11

## Участники записи
Talking Heads
- Дэвид Бирн — ведущий вокал, гитара
- Тина Уэймут — бас, клавишный бас[англ.], гитара, вокал на «Genius of Love»
- Крис Франц — ударные, вокал на «Genius of Love»
- Джерри Харрисон — гитара, клавишные, бэк-вокал

Дополнительные музыканты
- Стив Скейлс — перкуссия, бэк-вокал
- Линн Мэбри[англ.] — бэк-вокал
- Эдна Холт — бэк-вокал
- Алекс Вейр[англ.] — гитара, бэк-вокал
- Берни Уоррелл[англ.] — клавишные

Продюсирование
- Talking Heads, Гэри Гетцман[англ.] — продюсирование
- Тед Дженсен[англ.] на студии Sterling Sound, Нью-Йорк — мастеринг

## Чарты
| Чарт (1984—1985)                      | Высшая позиция |
| ------------------------------------- | -------------- |
| Australian Albums (Kent Music Report) | 9              |
| Австрия (Ö3 Austria)                  | 12             |
| Канада (RPM Top Albums/CDs)           | 33             |
| Нидерланды (Album Top 100)            | 2              |
| European Albums (Eurotipsheet)        | 24             |
| Германия (Offizielle Top 100)         | 25             |
| Новая Зеландия (RMNZ)                 | 2              |
| Швеция (Sverigetopplistan)            | 26             |
| Швейцария (Schweizer Hitparade)       | 13             |
| США (Billboard 200)                   | 41             |

| Чарт (2000)                       | Высшая позиция |
| --------------------------------- | -------------- |
| Шотландия (Scottish Albums Chart) | 15             |
| Великобритания (UK Albums Chart)  | 24             |

| Чарт (1985)                           | Позиция |
| ------------------------------------- | ------- |
| Australian Albums (Kent Music Report) | 10      |
| Dutch Albums (Album Top 100)          | 9       |
| German Albums (Offizielle Top 100)    | 45      |
| New Zealand Albums (RMNZ)             | 4       |

| Чарт (1986)               | Позиция |
| ------------------------- | ------- |
| New Zealand Albums (RMNZ) | 34      |

## Сертификация и продажи
| Регион                                                      | Сертификация  | Продажи    |
| ----------------------------------------------------------- | ------------- | ---------- |
| Австралия                                                   | —             | 150 000    |
| Германия (BVMI)                                             | Золотой       | 250 000^   |
| Новая Зеландия (RMNZ)                                       | Платиновый    | 15 000^    |
| Великобритания (BPI)                                        | Золотой       | 100 000^   |
| США (RIAA)                                                  | 2× Платиновый | 2 000 000^ |
| ^ Данные о тиражах приведены только на основе сертификации. |               |            |